# Itera-Katusha
Itera-Katusha (Итера-Катюша; UCI Team Code: TIK) — российская континентальная велокоманда, фарм-клуб Katusha Team.

## История
Команда была создана перед сезоном-2010 Общероссийским проектом развития велоспорта. Элитная российская команда Katusha Team была сформирована годом ранее, а в новом коллективе должен был проходить обкатку ближайший резерв из отечественной молодёжи. В 2008 году Katusha выступала в Континентальном туре; после получения ею лицензии ProTeams в соревнованиях второго уровня проект представляла команда Katusha Continental Team, существовавшая в 2009—2010 годах. Перед сезоном-2010 часть гонщиков этой команды перешла в Itera-Katusha, и тот сезон две континентальные команды существовали параллельно. Перед 2011 годом Katusha Continental Team была расформирована, вместо неё Проект развития создал две молодёжные «Катюши» — до 21 и 23 лет. Itera-Katusha получила название по первой команде и спонсору «Итера», газовой компании, принадлежащей президенту ФВСР Игорю Макарову. В сезоне-2010 гонщики этой команды выиграли 20 гонок, и она заняла 4-е место в европейском зачёте Continental Teams. Следующий год оказался ещё более успешным. Россияне выиграли 46 гонок, в том числе 29 европейского Континентального тура. Это принесло Itera-Katusha победу в командном зачёте Continental Teams; в общем зачёте она уступила девяти профессиональным командам.

## Состав

### 2010
| Гонщик                       | Родился    | Страна | Команда 2009              |
| ---------------------------- | ---------- | ------ | ------------------------- |
| Михаил Антонов               | 04.01.1986 | Россия | Katyusha Continental Team |
| Аркимедес Аргуэльес          | 09.06.1988 | Россия | неопрофи                  |
| Станислав Волков             | 05.03.1988 | Россия | Локомотив                 |
| Антон Воробьёв (с 1 августа) | 12.10.1990 | Россия | стажёр                    |
| Пётр Игнатенко               | 27.09.1987 | Россия | Katyusha Continental Team |
| Дмитрий Игнатьев             | 27.06.1988 | Россия | Локомотив                 |
| Дмитрий Косяков              | 28.02.1986 | Россия | Katyusha Continental Team |
| Вячеслав Кузнецов            | 24.06.1989 | Россия | неопрофи                  |
| Роман Майкин                 | 14.08.1990 | Россия | Локомотив                 |
| Александр Миронов            | 21.01.1984 | Россия | Katyusha Continental Team |
| Никита Новиков               | 10.11.1989 | Россия | Katyusha Continental Team |
| Евгений Попов                | 18.09.1984 | Россия | Katusha Continental Team  |
| Александр Порсев             | 21.02.1986 | Россия | Katyusha Continental Team |
| Сергей Рудасков              | 21.06.1984 | Россия | ЦСК ВВС Самара            |
| Андрей Соломенников          | 10.06.1987 | Россия | Katyusha Continental Team |
| Станислав Стародубцев        | 23.04.1987 | Россия | Katyusha Continental Team |
| Александр Холодов            | 01.08.1988 | Россия | неопрофи                  |

### 2011
| Гонщик                         | Родился    | Страна     | Команда 2010                    |
| ------------------------------ | ---------- | ---------- | ------------------------------- |
| Михаил Антонов                 | 04.01.1986 | Россия     | Itera-Katusha                   |
| Кирилл Баранов                 | 13.04.1989 | Россия     | Москва                          |
| Ремерт Вилинга (до 30 июня)    | 27.04.1978 | Нидерланды | нет (Saunier Duval-Prodir 2007) |
| Антон Воробьёв                 | 12.10.1990 | Россия     | неопрофи                        |
| Дмитрий Игнатьев               | 27.06.1988 | Россия     | Itera-Katusha                   |
| Евгений Ковалёв                | 06.03.1989 | Россия     | Москва                          |
| Дмитрий Косяков                | 28.02.1986 | Россия     | Itera-Katusha                   |
| Павел Кочетков                 | 07.03.1986 | Россия     | Radenska                        |
| Леонид Краснов (с 1 июля)      | 24.01.1988 | Россия     | Локомотив                       |
| Тимофей Крицкий (с 1 июля)     | 24.01.1987 | Россия     | Katusha Team                    |
| Вячеслав Кузнецов              | 24.06.1989 | Россия     | Itera-Katusha                   |
| Дмитрий Мокров (до 15 июля)    | 13.06.1989 | Россия     | непрофи                         |
| Никита Новиков                 | 10.11.1989 | Россия     | Itera-Katusha                   |
| Александр Пришпетный           | 18.07.1987 | Россия     | непрофи                         |
| Сергей Рудасков                | 21.06.1984 | Россия     | Itera-Katusha                   |
| Андрей Соломенников            | 10.06.1987 | Россия     | Itera-Katusha                   |
| Станислав Стародубцев          | 23.04.1987 | Россия     | Itera-Katusha                   |
| Сергей Фирсанов                | 03.07.1982 | Россия     | Team Designa Køkken-Blue Water  |
| Александр Фолифоров (с 1 июля) | 08.03.1992 | Россия     | неопрофи                        |
| Игорь Фролов                   | 23.01.1990 | Россия     | неопрофи                        |
| Александр Холодов (до 30 июня) | 01.08.1988 | Россия     | Itera-Katusha                   |
| Алексей Цатевич                | 10.02.1989 | Россия     | неопрофи                        |
| Виктор Шмалько                 | 09.07.1990 | Россия     | Katyusha Continental Team       |

### 2012
| Гонщик               | Родился    | Страна | Команда 2011         |
| -------------------- | ---------- | ------ | -------------------- |
| Кирилл Баранов       | 13.04.1989 | Россия | Itera-Katusha        |
| Игорь Боев           | 22.11.1989 | Россия | неопрофи             |
| Антон Воробьёв       | 12.10.1990 | Россия | Itera-Katusha        |
| Ильнур Закарин       | 15.09.1989 | Россия | неопрофи             |
| Дмитрий Косяков      | 28.02.1986 | Россия | Itera-Katusha        |
| Павел Кочетков       | 07.03.1986 | Россия | Itera-Katusha        |
| Вячеслав Кузнецов    | 24.06.1989 | Россия | Itera-Katusha        |
| Дмитрий Мокров       | 13.06.1989 | Россия | Itera-Katusha        |
| Максим Покидов       | 10.11.1989 | Россия | нет (Москва 2010)    |
| Сергей Помошников    | 17.07.1990 | Россия | неопрофи             |
| Александр Пришпетный | 18.07.1987 | Россия | Itera-Katusha        |
| Максим Разумов       | 12.01.1990 | Россия | нет (Москва 2010)    |
| Сергей Рудасков      | 21.06.1984 | Россия | Itera-Katusha        |
| Александр Рыбаков    | 17.05.1988 | Россия | нет (Локомотив 2009) |
| Андрей Соломенников  | 10.06.1987 | Россия | Itera-Katusha        |
| Александр Фолифоров  | 08.03.1992 | Россия | Itera-Katusha        |
| Игорь Фролов         | 23.01.1990 | Россия | Itera-Katusha        |
| Сергей Чернецкий     | 09.04.1990 | Россия | неопрофи             |

### 2014
| Гонщик              | Родился    | Страна | Команда 2013  |
| ------------------- | ---------- | ------ | ------------- |
| Михаил Акимов       | 17.04.1992 | Россия | Вертолёты     |
| Ильдар Арсланов     | 06.04.1994 | Россия |               |
| Айдар Закарин       | 19.04.1994 | Россия | Вертолёты     |
| Евгений Зверков     | 02.03.1993 | Россия | Itera-Katusha |
| Дмитрий Игнатьев    | 27.06.1988 | Россия |               |
| Роман Катырин       | 24.05.1991 | Россия | Itera-Katusha |
| Артур Ковш          | 15.04.1992 | Россия | Itera-Katusha |
| Дмитрий Косяков     | 28.02.1986 | Россия |               |
| Виктор Манаков      | 09.06.1992 | Россия | Itera-Katusha |
| Сергей Николаев     | 05.02.1988 | Россия | Itera-Katusha |
| Максим Покидов      | 11.07.1989 | Россия | Itera-Katusha |
| Павел Пташкин       | 23.06.1990 | Россия | Локосфинкс    |
| Максим Разумов      | 12.01.1990 | Россия | Itera-Katusha |
| Мамыр Сташ          | 04.05.1993 | Россия | Вертолёты     |
| Александр Фолифоров | 08.03.1992 | Россия | Вертолёты     |
| Игорь Фролов        | 23.01.1990 | Россия | Itera-Katusha |
| Кирилл Яцевич       | 09.01.1992 | Россия | Вертолёты     |

## Победы
2010
Trofeo Franco Balestra — Александр Миронов
Troféu Cidade Da Guarda — Аркемидис Аргуелис
этап 6 Тур Нормандии — Александр Миронов
общий зачёт Circuit des Ardennes — Михаил Антонов
этап 1 — Михаил Антонов
общий зачёт Tour du Loir-et-Cher — Михаил Антонов
этапы 1 и 3 — Александр Порсев
Ля Кот Пикард — Вячеслав Кузнецов
Мемориал Олега Дьяченко — Александр Миронов
общий зачёт Giro della Valle d'Aosta — Пётр Игнатенко
этап 3 — Пётр Игнатенко
этап 1 Тур Болгарии — Сергей Рудасков
этап 8 Тур Болгарии — Пётр Игнатенко
2011
этап 2 GP Costa Azul — Алексей Цатевич
Grand Prix de la ville de Nogent-sur-Oise — Алексей Цатевич
этап 2 Гран-при Сочи — Дмитрий Косяков
этап 4 Гран-при Сочи — Сергей Рудасков
этап 5 Tour du Loir-et-Cher — Михаил Антонов
этап 1 Гран-при Адыгеи — Дмитрий Игнатьев
этап 3 Гран-при Адыгеи — Сергей Фирсанов
Мемориал Олега Дьяченко — Дмитрий Косяков
общий зачёт Пять колец Москвы — Сергей Фирсанов
этап 1 — Андрей Соломенников
этап 2 — Сергей Фирсанов
Coppa Della Pace — Андрей Соломенников
общий зачёт Okolo Slovenska — Никита Новиков
этапы 2 и 8 — Никита Новиков
общий зачёт Тур Савойи — Никита Новиков
пролог — Никита Новиков
этап 1 — Павел Кочетков
этап 4 Тур Эльзаса — Алексей Цатевич
этап 2 Giro della Valle d'Aosta — Никита Новиков
Memorial Davide Fardelli — Антон Воробьёв
этап 1 Тур Болгарии — Павел Кочетков
этапы 4 и 8 Тур Болгарии — Тимофей Крицкий
этап 5 Тур Болгарии — Дмитрий Косяков
этап 7 Тур Болгарии — Алексей Цатевич
2012
Ля Ру Туранжель — Вячеслав Кузнецов
Grand Prix de la ville de Nogent-sur-Oise — Игорь Боев
этапы 2 и 3 Гран-при Сочи — Сергей Рудасков
этап 3 Circuit des Ardennes — Team Time Trial
общий зачёт Tour du Loir-et-Cher — Андрей Соломенников
этап 2, Игорь Боев
Гран-при Донецка — Ильнур Закарин
общий зачёт Гран-при Адыгеи — Ильнур Закарин
этапы 2 и 4 — Ильнур Закарин
Кубок мэра — Игорь Боев
Мемориал Олега Дьяченко — Александр Рыбаков
общий зачёт Пять колец Москвы — Игорь Боев
этап 3 — Игорь Боев
этап 2 Ronde de l'Isard — Сергей Чернецкий
этап 1 Ronde de l'Oise — Вячеслав Кузнецов
этап 5 Girobio — Ильнур Закарин
этап 6 Giro della Valle d'Aosta — Сергей Чернецкий
этап 5 Тур Эльзаса — Ильнур Закарин
Grand Prix des Marbriers — Сергей Помошников
этап 6 Tour de l'Avenir — Сергей Помошников
этап 1 Тур Болгарии — Сергей Помошников
 Чемпионат мира (U-23) ITT — Антон Воробьёв
2013
этапы 2, 3 и 5 Гран-при Сочи — Максим Разумов
общий зачёт Пять колец Москвы — Максим Разумов
этап 2 Okolo Slovenska — Сергей Николаев
 Чемпионат России (U-23) RR — Роман Катырин
этап 1 Тур Эльзаса — Максим Покидов
2014
этап 4 Гран-при Адыгеи — Александр Фолифоров
пролог (ITT) Пять колец Москвы — Сергей Николаев
этап 1 Пять колец Москвы — Максим Разумов
этапы 1 и 5 Ronde de l'Isard — Александр Фолифоров
этапы 2 и 3 Grand Prix Udmurtskaya Pravda — Сергей Николаев
этапы 1 и 4 (ITT) Тур Савойи — Дмитрий Игнатьев
Central-European Tour Szerencs-Ibrany — Мамыр Сташ
этапы 1 и 3 Тур Кавказа — Мамыр Сташ
этап 5 (ITT) Тур Кавказа — Дмитрий Игнатьев
2015
этап 1 Истриан Спринг Трофи — Сергей Николаев
этап 1 Гран-при Сочи — Team time trial
общий зачёт Тур Кубани — Дмитрий Самохвалов 
пролог (ITT), Максим Покидов
этап 1 Гран-при Адыгеи — Team time trial
пролог (ITT) Пять колец Москвы — Сергей Николаев
этап 3 Tour de Serbie — Сергей Помошников